# 譙郡
譙郡（しょう-ぐん）は、中国にかつて存在した郡。三国時代から唐代にかけて、現在の河南省東部と安徽省北部にまたがる地域に設置された。

## 概要
三国の魏により、沛郡を分割して譙郡が立てられた。譙郡は豫州に属した。
晋のとき、譙郡は譙・城父・酇・山桑・竜亢・蘄・銍の7県を管轄した。
南朝宋のとき、譙郡は蒙・蘄・寧陵・魏・襄邑・長垣の6県を管轄した。
南朝斉のとき、譙郡は北譙郡と改称された。斉の北譙郡は寧陵・譙・蘄の3県を管轄した。
北魏のとき、譙郡は南兗州に属し、蒙・蘄・寧陵の3県を管轄した。
北周のとき、譙郡は亳州に転属した。
583年（開皇3年）、隋が郡制を廃すると、譙郡は廃止されて、亳州に編入された。607年（大業3年）に州が廃止されて郡が置かれると、亳州が譙郡と改称された。譙郡は譙・酇・城父・穀陽・山桑・臨渙の6県を管轄した。
621年（武徳4年）、唐が王世充を平定すると、譙郡は亳州と改められ、譙・城父・穀陽・鹿邑・酇の5県を管轄した。742年（天宝元年）、亳州は譙郡と改称された。758年（乾元元年）、譙郡は亳州と改称され、譙郡の呼称は姿を消した。

## 僑置譙郡
東晋のとき、譙郡の本土が五胡の統治下にあったため、僑郡の南譙郡が置かれた。南北朝時代のあいだ、南北の王朝は激しく郡県を争奪したため、南北の譙郡が王朝ごとに各地に置かれる混乱した状況に陥った。

### 淮南の南譙郡
東晋の太元年間、淮南に南譙郡が僑置された。南朝宋のとき、南譙郡は南豫州に属し、山桑・譙・銍・扶陽・蘄・城父の6県を管轄した。南朝斉のとき、南譙郡は山桑・蘄・扶陽・北許昌・曲陽・嘉平の6県を管轄した。東魏のとき、南譙郡は合州に属し、蘄・邵陵の2県を管轄した。

### 渦陽の南譙郡
東魏の武定末年、南譙郡は譙州に属し、渦陽・茅岡・柏橋・蜀坡の4県を管轄した。

### 揚州の北譙郡
508年（北魏の永平元年）、北譙郡が置かれた。北譙郡は揚州に属し、安陽・北譙の2県を管轄した。

### 楚州の北譙郡
東魏の武定末年、北譙郡は楚州に属し、南蔡・北譙の2県を管轄した。